# ألفارو سوليس
ألفارو سوليس (بالإسبانية: Álvaro Solís)‏ (26 يوليو 1981 بكالي في كولومبيا - ) هو لاعب كرة قدم كولومبي في مركز حراسة المرمى. لعب مع إنديبنديينتي سانتا في ولا إكويداد ‏ وPatriotas Boyacá ‏ وريال قرطاجنة.

## وصلات خارجية
- ألفارو سوليس على موقع قاعدة بيانات كرة القدم.إي يو (الإنجليزية)
- ألفارو سوليس على موقع Soccerway.com (الإنجليزية)